# Neutorschule
Die Neutorschule in der Neutorstraße in Mainz-Altstadt war eine Schule mit einer bedeutenden Geschichte. Die in unmittelbarer Nachbarschaft zur ehemaligen Neutorkaserne stehende Schule wurde bis 1989 zunächst als Volksschule und dann als Hauptschule betrieben. Die Schulanlage gilt heute als Kulturdenkmal.

## Geschichte
Bis 1924 stand auf dem Grundstück der Neutorstraße 1 eine Munitionsfabrik. Sie gehörte der Neutorkaserne an, die in direkter Nachbarschaft stand. Ab 1924 baute man das Gelände nach Plänen des Mainzer Stadtbaurats Fritz Luft um in eine Volksschule. Am 19. April 1926 wurde die Schule eröffnet. Besonderheiten waren eine öffentliche Badeanstalt unter dem Hauptgebäude und eine Küche mit einem Speisesaal im rechten Seitenflügel. In der Zeit des Nationalsozialismus wurden in den Schulpausen sportliche Betätigungen eingeführt und einige Sportgeräte auf der Rückseite der Schule errichtet.
Im Zweiten Weltkrieg wurde 1942 während Luftangriffen auf Mainz das Dach der Schule zerstört. Kurz darauf begann der Wiederaufbau der Anlage. Der Dachreiter mit der Schuluhr wurde nicht wiederaufgebaut. Das provisorische Walmdach wurde im März 1943 fertiggestellt. Durch eine Luftmine wurden am 30. Juli 1944 Fenster und Türen beschädigt. Nach der Besetzung von Mainz durch die französische Besatzungsmacht wurde am 1. Oktober 1945 der Schulbetrieb wieder aufgenommen. Die neue Rektorin der Schule war Susanne Lucas. Kurz nach Ende des Zweiten Weltkriegs gab es in der Neutorschule 13 Lehrer und 750 Schülerinnen in 14 Klassen, im März 1946 wurde auch die Schulspeisung wieder ermöglicht.
1949 starb Lucas, neue Rektorin wurde Eleonore Dietz. Anfang der 1950er Jahre unterrichtete die Neutorschule an ihren Grenzen. Etwa 1000 Schülerinnen wurden von nur 20 Lehrern in 27 Klassen unterrichtet. Am 30. Januar 1968 wurde Dietz pensioniert. Im gleichen Jahr wandelte sich die Volksschule zu einer Hauptschule. Die neue Schule hieß nun „Hauptschule Altstadt“ und hatte 550 Schüler. Neuer Rektor wurde Helmut Guthmann. 1985 löste Frau Kratz Guthmann als Rektorin ab. Zu diesem Zeitpunkt hatte die Hauptschule 210 Schüler. Zum Ende des Schuljahrs 1989 wurde die Neutorschule aufgelöst. 90 Schüler mussten sich eine neue Schule suchen.
Die nächsten Jahre wurden die Räume der Schule als Kulturzentrum genutzt. Mitte der 1990er wurde die Neutorschule dann auch für weitere Aktivitäten geöffnet, zum Beispiel von der Volkshochschule, dem Mainzer Volkstheater und verschiedenen Vereinen. Auch die integrierte Gesamtschule (IGS) Anna Seghers Mainz (ehemals IGS-Berliner-Siedlung) nutzte die Räumlichkeiten zum Unterrichten. Zum 31. Dezember 2010 wurden alle Mietverträge von der Stadt Mainz gekündigt. Die weitere Nutzung der Räume ist ungewiss.

## Architektur
Das Hauptgebäude ist lang gestreckt und besitzt heute zwei Geschosse. An den Seiten des Hauptgebäudes und gegenüber befinden sich drei eingeschossige Gebäude. Die Anlage ist somit insgesamt vierflügelig und achsensymmetrisch aufgebaut. Das Hauptgebäude hat in der Mitte ein Mezzanin und an den Seiten einstöckige Gebäudeteile. Hier gibt es auch eine bauliche Überleitung zu den Seitenflügeln. In der Mitte befindet sich der Haupteingang der Schule. Dieser Haupteingang hat drei Arkaden, hinter dem Haupteingang gelangt man in die Eingangshalle. An den Seiten und über dem Haupteingang kann man an drei und vier gruppierten Fenstern die Aufteilungen der Klassenräume erkennen.
Außerdem besitzt das Hauptgebäude Sohlbankgesims und Traufgesims aus Kunststein mit einer versetzten Dachtraufe, die letzten beiden Achsen haben dreieckige Giebel. In den Giebelfeldern befinden sich Reliefs mit Nürnberger Trichtern und lesenden Mädchen. Die Treppenhäuser befinden sich an den Seiten des Hauptgebäudes. Sie sind mit Fluren verbunden. Sie bestehen aus Kunststein. Die anderen eingeschossigen Bauwerke sind recht einfach und schlicht ausgeführt. Sie besitzen Lisenen für die Gliederung der doppelt gruppierten Fenster. Zum Schulhof befinden sich an den Gebäuden Kolonnaden. Die achteckigen Säulen der Kolonnaden bestehen ebenfalls aus Kunststein und ähneln den Pfeilern der Arkaden am Hauptgebäude. Das eingeschossige Gebäude gegenüber dem Hauptgebäude hat wie das Hauptgebäude dreieckige Giebel. Außerdem hat es einen Risalit in der Mitte der Seite zum Schulhof. Das verdeutlicht die Achsensymmetrie der Gebäudegruppe. Alle Bauwerke in der Gruppe haben Walmdächer, die mit Ziegeln bedeckt sind.
Von den ehemals 14 Platanen stehen auf dem Schulhof noch neun. Sie stehen alle nach dem rheinland-pfälzischen Landespflegegesetz unter Naturschutz. Zudem haben sich als wichtiges Denkmal die Fenstersprossen bis heute erhalten. Die Neutorschule galt in der Nachkriegszeit des Ersten Weltkriegs als wichtiger Meilenstein bei der Errichtung neuer Mainzer Schulen.